# Josef Nord
Josef Nord (i riksdagen kallad Nord i Noleby), född 16 mars 1894 i Fyrunga, död 18 januari 1973 i Vara församling, var en svensk lantbrukare och politiker (folkpartist). 
Josef Nord, som kom från en arbetarfamilj, var lantbrukare i Noleby i Fyrunga, där han också hade kommunala uppdrag (efter kommunsammanslagningen 1952 i Kvänums landskommun). Han var aktiv i småbrukarnas intresseorganisationer samt i IOGT.
Han var riksdagsledamot i första kammaren 1952–1962 för Skaraborgs läns valkrets. I riksdagen var han bland annat ledamot i jordbruksutskottet 1953–1962, och han ägnade sig främst åt jordbrukspolitik.